# 야스민 블리스
야스민 블리스(Yasmine Bleeth, 1968년 6월 14일 ~ )는 미국의 배우이다.

## 출연 작품
- 베이워치 (2003)
- 언더커버 엔젤 (1999)
- 헤븐 오어 베가스 (1999)
- 커밍 순 (1999)
- 로드 킬 (1999)
- 레이크 (1998)
- 베이스켓볼 (1998)
- 더 데일리 쇼 위드 존 스튜어트 (1996)
- 하워드 쇼 (1996)
- 페이스 (1996)
- 집행자 (1994)
- SOS 해상 구조대 (1989)
- 헤이 베이비! (1980)
- 원 라이프 투 리브 (1968)